# إدواردو دوغرتي
إدواردو دوغرتي (بالبرتغالية: Eduardo Dougherty‏) هو قسيس برازيلي، ولد في 29 يناير 1941 في نيو أورلينز في الولايات المتحدة.